# Saison 2007 de la WTA
Vainqueurs des tournois majeurs
Résultats des tournois de tennis organisés par la Women's Tennis Association (WTA) en 2007.

## Organisation de la saison
Indépendamment des 4 tournois du Grand Chelem (organisés par l'ITF), la saison 2007 de la WTA se compose des tournois suivants :
- les tournois Tier I (10),
- les tournois Tier II (15),
- les tournois Tier III, Tier IV, Tier V (31)
- Les Masters de fin de saison

La saison 2007 compte donc 61 tournois.
À ce calendrier s'ajoute aussi l'épreuve par équipes nationales : la Fed Cup.

## La saison 2007 en résumé
La saison 2007 de la Women's Tennis Association (WTA) est essentiellement marquée par la domination de la Belge Justine Henin. Absente en janvier pour cause de problèmes conjugaux, elle exerce, dès son retour aux affaires en février-mars, une totale emprise sur le circuit féminin. Avec quelque dix victoires en quatorze tournois disputés, dont Roland-Garros, l'US Open et les Masters, elle ne concède qu'une réelle contre-performance à Wimbledon où elle est, à la surprise générale, mystifiée par Marion Bartoli en demi-finale. Au bénéfice de ce parcours presque sans faute, elle conclut 2007 numéro un mondiale, très loin devant ses concurrentes.
Après une année 2006 de disette sur le circuit, les sœurs Williams reviennent au tout premier plan. Serena triomphe d'abord à l'Open d'Australie, tandis que Venus fait de même à Wimbledon. En dépit de ce fabuleux doublé en Grand Chelem (le même qu'en 2005), les Américaines font preuve d'une relative irrégularité qui les empêche de recouvrer leur leadership abandonné quelques saisons plus tôt.
La dauphine de Henin, Svetlana Kuznetsova, ne décroche qu'un trophée, tout comme Maria Sharapova. Cette dernière, handicapée par une tendinite à l'épaule, obtient des résultats peu concluants malgré deux finales perdues en Australie et aux Masters. Les Serbes Jelena Janković et Ana Ivanović, respectivement lauréates de quatre et trois tournois, animent l'essentiel de la saison aux côtés de la Russe Anna Chakvetadze (quatre titres). 
Amélie Mauresmo, dans la foulée de son formidable bilan 2006, s'empare en février de la raquette de diamants à Anvers. Mais, en mauvaise condition physique, elle se démobilise peu à peu et termine l'année en roue libre.  
Couronnée à Indian Wells et Linz, Daniela Hantuchová réintègre le top dix qu'elle avait quitté en 2003. Elena Dementieva, Gisela Dulko, Tatiana Golovin, Virginie Razzano et la jeune hongroise Ágnes Szávay signent également deux succès chacune, dans des épreuves de prestige plus variable.
2007 voit enfin deux anciennes numéros un mondiales officialiser leur retraite sportive : Kim Clijsters, le 6 mai, pour fonder une famille ; et Martina Hingis, le 1er novembre, à la suite d'un contrôle positif à la cocaïne à l'occasion du dernier Wimbledon.
Lindsay Davenport à l'inverse, trois mois après la naissance de son fils, renoue brillamment avec la compétition : elle gagne dès son tournoi de reprise, en septembre à Bali, puis à Québec.
En double dames, Cara Black et Liezel Huber reprennent, avec une totale réussite, leur collaboration interrompue en juillet 2005 : elles s'imposent à neuf reprises, y compris aux Internationaux d'Australie, à Wimbledon et aux Masters. Alicia Molik et Mara Santangelo créent la surprise à Roland-Garros. Tenante du titre, Nathalie Dechy, conserve son bien à l'US Open, associée à Dinara Safina.
En Fed Cup, la Russie favorite domine l'Italie 4 matchs à 0 en finale à Moscou.

## Palmarès

### Simple
| No | Date       | Nom et lieu du tournoi                        | Catégorie | Dotation    | Surface         | Vainqueure          | Finaliste           | Score               |         |
| -- | ---------- | --------------------------------------------- | --------- | ----------- | --------------- | ------------------- | ------------------- | ------------------- | ------- |
| 1  | 01/01/2007 | ASB Classic, Auckland                         | Tier IV   | 145 000 $   | Dur (ext.)      | Jelena Janković     | Vera Zvonareva      | 7-69, 5-7, 6-3      | Tableau |
| 2  | 01/01/2007 | Australian Women's HC, Gold Coast             | Tier III  | 175 000 $   | Dur (ext.)      | Dinara Safina       | Martina Hingis      | 6-3, 3-6, 7-5       | Tableau |
| 3  | 07/01/2007 | Moorilla International, Hobart                | Tier IV   | 170 000 $   | Dur (ext.)      | Anna Chakvetadze    | Vasilisa Bardina    | 6-3, 7-63           | Tableau |
| 4  | 08/01/2007 | Medibank International, Sydney                | Tier II   | 600 000 $   | Dur (ext.)      | Kim Clijsters       | Jelena Janković     | 4-6, 7-61, 6-4      | Tableau |
| 5  | 15/01/2007 | Australian Open, Melbourne                    | G. Chelem | 6 737 973 $ | Dur (ext.)      | Serena Williams     | Maria Sharapova     | 6-1, 6-2            | Tableau |
| 6  | 29/01/2007 | Toray Pan Pacific Open, Tokyo                 | Tier I    | 1 340 000 $ | Moquette (int.) | Martina Hingis      | Ana Ivanović        | 6-4, 6-2            | Tableau |
| 7  | 05/02/2007 | Pattaya Open, Pattaya                         | Tier IV   | 170 000 $   | Dur (ext.)      | Sybille Bammer      | Gisela Dulko        | 7-5, 3-6, 7-5       | Tableau |
| 8  | 05/02/2007 | Open Gaz de France, Paris                     | Tier II   | 600 000 $   | Moquette (int.) | Nadia Petrova       | Lucie Šafářová      | 4-6, 6-1, 6-4       | Tableau |
| 9  | 12/02/2007 | Sony Ericsson Int'l, Bangalore                | Tier III  | 175 000 $   | Dur (ext.)      | Yaroslava Shvedova  | Mara Santangelo     | 6-4, 6-4            | Tableau |
| 10 | 12/02/2007 | Proximus Diamond Games, Anvers                | Tier II   | 600 000 $   | Moquette (int.) | Amélie Mauresmo     | Kim Clijsters       | 6-4, 7-64           | Tableau |
| 11 | 19/02/2007 | Copa Colsanitas, Bogota                       | Tier III  | 175 000 $   | Terre (ext.)    | Roberta Vinci       | Tathiana Garbin     | 6-74, 6-4, 0-3, ab. | Tableau |
| 12 | 19/02/2007 | M. Keegan & Cellular South Cup, Memphis       | Tier III  | 175 000 $   | Dur (int.)      | Venus Williams      | Shahar Peer         | 6-1, 6-1            | Tableau |
| 13 | 19/02/2007 | Tennis Championships, Dubaï                   | Tier II   | 1 500 000 $ | Dur (ext.)      | Justine Henin       | Amélie Mauresmo     | 6-4, 7-5            | Tableau |
| 14 | 26/02/2007 | Abierto Mexicano Telcel, Acapulco             | Tier III  | 180 000 $   | Terre (ext.)    | Émilie Loit         | Flavia Pennetta     | 7-60, 6-4           | Tableau |
| 15 | 26/02/2007 | Qatar Total Open, Doha                        | Tier II   | 1 340 000 $ | Dur (ext.)      | Justine Henin       | Svetlana Kuznetsova | 6-4, 6-2            | Tableau |
| 16 | 05/03/2007 | Pacific Life Open, Indian Wells               | Tier I    | 2 100 000 $ | Dur (ext.)      | Daniela Hantuchová  | Svetlana Kuznetsova | 6-3, 6-4            | Tableau |
| 17 | 19/03/2007 | Sony Ericsson Open, Miami                     | Tier I    | 3 450 000 $ | Dur (ext.)      | Serena Williams     | Justine Henin       | 0-6, 7-5, 6-3       | Tableau |
| 18 | 02/04/2007 | Bausch & Lomb Championships, Amelia Island    | Tier II   | 600 000 $   | Terre (ext.)    | Tatiana Golovin     | Nadia Petrova       | 6-2, 6-1            | Tableau |
| 19 | 09/04/2007 | Family Circle Cup, Charleston                 | Tier I    | 1 340 000 $ | Terre (ext.)    | Jelena Janković     | Dinara Safina       | 6-2, 6-2            | Tableau |
| 20 | 23/04/2007 | Grand Prix, Budapest                          | Tier III  | 175 000 $   | Terre (ext.)    | Gisela Dulko        | Sorana Cîrstea      | 6-72, 6-2, 6-2      | Tableau |
| 21 | 30/04/2007 | Estoril Open, Estoril                         | Tier IV   | 145 000 $   | Terre (ext.)    | Gréta Arn           | Victoria Azarenka   | 2-6, 6-1, 7-63      | Tableau |
| 22 | 30/04/2007 | J&S Cup, Varsovie                             | Tier II   | 600 000 $   | Terre (ext.)    | Justine Henin       | Alona Bondarenko    | 6-1, 6-3            | Tableau |
| 23 | 07/05/2007 | ECM Open, Prague                              | Tier IV   | 145 000 $   | Terre (ext.)    | Akiko Morigami      | Marion Bartoli      | 6-1, 6-3            | Tableau |
| 24 | 07/05/2007 | Qatar Telecom German Open, Berlin             | Tier I    | 1 340 000 $ | Terre (ext.)    | Ana Ivanović        | Svetlana Kuznetsova | 3-6, 6-4, 7-64      | Tableau |
| 25 | 14/05/2007 | GP Princesse Lalla Meryem, Fès                | Tier IV   | 145 000 $   | Terre (ext.)    | Milagros Sequera    | Aleksandra Wozniak  | 6-1, 6-3            | Tableau |
| 26 | 14/05/2007 | Internazionali d'Italia, Rome                 | Tier I    | 1 340 000 $ | Terre (ext.)    | Jelena Janković     | Svetlana Kuznetsova | 7-5, 6-1            | Tableau |
| 27 | 21/05/2007 | Internationaux de Strasbourg, Strasbourg      | Tier III  | 175 000 $   | Terre (ext.)    | Anabel Medina       | Amélie Mauresmo     | 6-4, 4-6, 6-4       | Tableau |
| 28 | 21/05/2007 | Istanbul Cup, Istanbul                        | Tier III  | 200 000 $   | Terre (ext.)    | Elena Dementieva    | Aravane Rezaï       | 7-65, 3-0, ab.      | Tableau |
| 29 | 28/05/2007 | Roland-Garros, Paris                          | G. Chelem | 8 978 567 $ | Terre (ext.)    | Justine Henin       | Ana Ivanović        | 6-1, 6-2            | Tableau |
| 30 | 11/06/2007 | Barcelona KIA, Barcelone                      | Tier IV   | 145 000 $   | Terre (ext.)    | Meghann Shaughnessy | Edina Gallovits     | 6-3, 6-2            | Tableau |
| 31 | 11/06/2007 | DFS Classic, Birmingham                       | Tier III  | 200 000 $   | Gazon (ext.)    | Jelena Janković     | Maria Sharapova     | 4-6, 6-3, 7-5       | Tableau |
| 32 | 18/06/2007 | Ordina Open, Bois-le-Duc                      | Tier III  | 175 000 $   | Gazon (ext.)    | Anna Chakvetadze    | Jelena Janković     | 7-6, 3-6, 6-3       | Tableau |
| 33 | 18/06/2007 | Hastings Direct Championships, Eastbourne     | Tier II   | 600 000 $   | Gazon (ext.)    | Justine Henin       | Amélie Mauresmo     | 7-5, 6-74, 7-62     | Tableau |
| 34 | 25/06/2007 | The Championships, Wimbledon                  | G. Chelem | 9 221 372 $ | Gazon (ext.)    | Venus Williams      | Marion Bartoli      | 6-4, 6-1            | Tableau |
| 35 | 16/07/2007 | Internazionali Femminili, Palerme             | Tier IV   | 145 000 $   | Terre (ext.)    | Ágnes Szávay        | Martina Müller      | 6-0, 6-1            | Tableau |
| 36 | 16/07/2007 | Western & Southern Open, Cincinnati           | Tier III  | 175 000 $   | Dur (ext.)      | Anna Chakvetadze    | Akiko Morigami      | 6-1, 6-3            | Tableau |
| 37 | 23/07/2007 | Gastein Ladies, Bad Gastein                   | Tier III  | 175 000 $   | Terre (ext.)    | Francesca Schiavone | Yvonne Meusburger   | 6-1, 6-4            | Tableau |
| 38 | 23/07/2007 | Bank of the West Classic, Stanford            | Tier II   | 600 000 $   | Dur (ext.)      | Anna Chakvetadze    | Sania Mirza         | 6-3, 6-2            | Tableau |
| 39 | 30/07/2007 | Nordea Nordic Light Open, Stockholm           | Tier IV   | 145 000 $   | Dur (ext.)      | Agnieszka Radwańska | Vera Dushevina      | 6-1, 6-1            | Tableau |
| 40 | 30/07/2007 | Acura Classic, San Diego                      | Tier I    | 1 340 000 $ | Dur (ext.)      | Maria Sharapova     | Patty Schnyder      | 6-2, 3-6, 6-0       | Tableau |
| 41 | 06/08/2007 | East West Bank Classic Herbalife, Los Angeles | Tier II   | 600 000 $   | Dur (ext.)      | Ana Ivanović        | Nadia Petrova       | 7-5, 6-4            | Tableau |
| 42 | 13/08/2007 | Coupe Rogers American Express, Toronto        | Tier I    | 1 340 000 $ | Dur (ext.)      | Justine Henin       | Jelena Janković     | 7-63, 7-5           | Tableau |
| 43 | 20/08/2007 | Pilot Pen Tennis by Schick, New Haven         | Tier II   | 600 000 $   | Dur (ext.)      | Svetlana Kuznetsova | Ágnes Szávay        | 4-6, 3-0, ab.       | Tableau |
| 44 | 21/08/2007 | Women’s Tennis Classic, Forest Hills          | Tier IV   | 74 800 $    | Dur (ext.)      | Gisela Dulko        | Virginie Razzano    | 6-2, 6-2            | Tableau |
| 45 | 27/08/2007 | US Open, Flushing Meadows                     | G. Chelem | 9 098 000 $ | Dur (ext.)      | Justine Henin       | Svetlana Kuznetsova | 6-1, 6-3            | Tableau |
| 46 | 10/09/2007 | C. Bank Tennis Classic, Bali                  | Tier III  | 225 000 $   | Dur (ext.)      | Lindsay Davenport   | Daniela Hantuchová  | 6-4, 3-6, 6-2       | Tableau |
| 47 | 17/09/2007 | Banka Koper Slovenia Open, Portorož           | Tier IV   | 145 000 $   | Dur (ext.)      | Tatiana Golovin     | Katarina Srebotnik  | 2-6, 6-4, 6-4       | Tableau |
| 48 | 17/09/2007 | Sunfeast Open, Calcutta                       | Tier III  | 175 000 $   | Dur (int.)      | Maria Kirilenko     | Mariya Koryttseva   | 6-0, 6-2            | Tableau |
| 49 | 17/09/2007 | China Open, Pékin                             | Tier II   | 600 000 $   | Dur (ext.)      | Ágnes Szávay        | Jelena Janković     | 6-77, 7-5, 6-2      | Tableau |
| 50 | 24/09/2007 | Hansol Korea Tennis Championships, Séoul      | Tier IV   | 145 000 $   | Dur (ext.)      | Venus Williams      | Maria Kirilenko     | 6-3, 1-6, 6-4       | Tableau |
| 51 | 24/09/2007 | International Women’s Open, Guangzhou         | Tier III  | 175 000 $   | Dur (ext.)      | Virginie Razzano    | Tzipora Obziler     | 6-0, 6-3            | Tableau |
| 52 | 24/09/2007 | FORTIS Championships, Luxembourg              | Tier II   | 600 000 $   | Dur (int.)      | Ana Ivanović        | Daniela Hantuchová  | 3-6, 6-4, 6-4       | Tableau |
| 53 | 01/10/2007 | Tashkent Open, Tachkent                       | Tier IV   | 145 000 $   | Dur (ext.)      | Pauline Parmentier  | Victoria Azarenka   | 7-5, 6-2            | Tableau |
| 54 | 01/10/2007 | AIG Japan Open Tennis Championships, Tokyo    | Tier III  | 175 000 $   | Dur (ext.)      | Virginie Razzano    | Venus Williams      | 4-6, 7-67, 6-4      | Tableau |
| 55 | 01/10/2007 | Porsche Tennis Grand Prix, Stuttgart          | Tier II   | 650 000 $   | Dur (int.)      | Justine Henin       | Tatiana Golovin     | 2-6, 6-2, 6-1       | Tableau |
| 56 | 08/10/2007 | PTT Open, Bangkok                             | Tier III  | 200 000 $   | Dur (ext.)      | Flavia Pennetta     | Chan Yung-Jan       | 6-1, 6-3            | Tableau |
| 57 | 08/10/2007 | Kremlin Cup, Moscou                           | Tier I    | 1 340 000 $ | Moquette (int.) | Elena Dementieva    | Serena Williams     | 5-7, 6-1, 6-1       | Tableau |
| 58 | 15/10/2007 | Zürich Open, Zurich                           | Tier I    | 1 340 000 $ | Dur (int.)      | Justine Henin       | Tatiana Golovin     | 6-4, 6-4            | Tableau |
| 59 | 22/10/2007 | Generali Ladies, Linz                         | Tier II   | 600 000 $   | Dur (int.)      | Daniela Hantuchová  | Patty Schnyder      | 6-4, 6-2            | Tableau |
| 60 | 29/10/2007 | Challenge Bell, Québec                        | Tier III  | 175 000 $   | Moquette (int.) | Lindsay Davenport   | Julia Vakulenko     | 6-4, 6-1            | Tableau |
| 61 | 05/11/2007 | Sony Ericsson Championships, Madrid           | Masters   | 3 000 000 $ | Dur (int.)      | Justine Henin       | Maria Sharapova     | 5-7, 7-5, 6-3       | Tableau |

### Double
| No | Date       | Nom et lieu du tournoi                       | Catégorie | Dotation    | Surface         | Vainqueures                             | Finalistes                              | Score              |         |
| -- | ---------- | -------------------------------------------- | --------- | ----------- | --------------- | --------------------------------------- | --------------------------------------- | ------------------ | ------- |
| 1  | 01/01/2007 | ASB Classic Auckland                         | Tier IV   | 145 000 $   | Dur (ext.)      | Janette Husárová Paola Suárez           | Hsieh Su-Wei Shikha Uberoi              | 6-0, 6-2           | Tableau |
| 2  | 01/01/2007 | Australian Women's HC Gold Coast             | Tier III  | 175 000 $   | Dur (ext.)      | Dinara Safina Katarina Srebotnik        | Iveta Benešová Galina Voskoboeva        | 6-3, 6-4           | Tableau |
| 3  | 07/01/2007 | Moorilla International Hobart                | Tier IV   | 170 000 $   | Dur (ext.)      | Elena Likhovtseva Elena Vesnina         | Anabel Medina Virginia Ruano            | 2-6, 6-1, 6-2      | Tableau |
| 4  | 08/01/2007 | Medibank International Sydney                | Tier II   | 600 000 $   | Dur (ext.)      | Anna-Lena Grönefeld Meghann Shaughnessy | Marion Bartoli Meilen Tu                | 6-3, 3-6, 7-62     | Tableau |
| 5  | 15/01/2007 | Australian Open Melbourne                    | G. Chelem | 6 737 973 $ | Dur (ext.)      | Cara Black Liezel Huber                 | Chan Yung-Jan Chuang Chia-Jung          | 6-4, 6-74, 6-1     | Tableau |
| 6  | 29/01/2007 | Toray Pan Pacific Open Tokyo                 | Tier I    | 1 340 000 $ | Moquette (int.) | Lisa Raymond Samantha Stosur            | Vania King Rennae Stubbs                | 7-66, 3-6, 7-5     | Tableau |
| 7  | 05/02/2007 | Pattaya Open Pattaya                         | Tier IV   | 170 000 $   | Dur (ext.)      | Nicole Pratt Mara Santangelo            | Chan Yung-Jan Chuang Chia-Jung          | 6-4, 7-64          | Tableau |
| 8  | 05/02/2007 | Open Gaz de France Paris                     | Tier II   | 600 000 $   | Moquette (int.) | Cara Black Liezel Huber                 | Gabriela Navrátilová Vladimíra Uhlířová | 6-2, 6-0           | Tableau |
| 9  | 12/02/2007 | Sony Ericsson Int'l Bangalore                | Tier III  | 175 000 $   | Dur (ext.)      | Chan Yung-Jan Chuang Chia-Jung          | Hsieh Su-Wei Alla Kudryavtseva          | 6-74, 6-2, [11-9]  | Tableau |
| 10 | 12/02/2007 | Proximus Diamond Games Anvers                | Tier II   | 600 000 $   | Moquette (int.) | Cara Black Liezel Huber                 | Elena Likhovtseva Elena Vesnina         | 7-5, 4-6, 6-1      | Tableau |
| 11 | 19/02/2007 | Copa Colsanitas Bogota                       | Tier III  | 175 000 $   | Terre (ext.)    | Lourdes Domínguez Paola Suárez          | Flavia Pennetta Roberta Vinci           | 1-6, 6-3, [11-9]   | Tableau |
| 12 | 19/02/2007 | M. Keegan & Cellular South Cup Memphis       | Tier III  | 175 000 $   | Dur (int.)      | Nicole Pratt Bryanne Stewart            | Jarmila Gajdošová Akiko Morigami        | 7-5, 4-6, [10-5]   | Tableau |
| 13 | 19/02/2007 | Tennis Championships Dubaï                   | Tier II   | 1 500 000 $ | Dur (ext.)      | Cara Black Liezel Huber                 | Svetlana Kuznetsova Alicia Molik        | 7-66, 6-4          | Tableau |
| 14 | 26/02/2007 | Abierto Mexicano Telcel Acapulco             | Tier III  | 180 000 $   | Terre (ext.)    | Lourdes Domínguez Arantxa Parra         | Émilie Loit Nicole Pratt                | 6-3, 6-3           | Tableau |
| 15 | 26/02/2007 | Qatar Total Open Doha                        | Tier II   | 1 340 000 $ | Dur (ext.)      | Martina Hingis Maria Kirilenko          | Ágnes Szávay Vladimíra Uhlířová         | 6-1, 6-1           | Tableau |
| 16 | 05/03/2007 | Pacific Life Open Indian Wells               | Tier I    | 2 100 000 $ | Dur (ext.)      | Lisa Raymond Samantha Stosur            | Chan Yung-Jan Chuang Chia-Jung          | 6-3, 7-5           | Tableau |
| 17 | 19/03/2007 | Sony Ericsson Open Miami                     | Tier I    | 3 450 000 $ | Dur (ext.)      | Lisa Raymond Samantha Stosur            | Cara Black Liezel Huber                 | 6-4, 3-6, [10-2]   | Tableau |
| 18 | 02/04/2007 | Bausch & Lomb Championships Amelia Island    | Tier II   | 600 000 $   | Terre (ext.)    | Mara Santangelo Katarina Srebotnik      | Anabel Medina Virginia Ruano            | 6-3, 7-64          | Tableau |
| 19 | 09/04/2007 | Family Circle Cup Charleston                 | Tier I    | 1 340 000 $ | Terre (ext.)    | Yan Zi Zheng Jie                        | Peng Shuai Sun Tiantian                 | 7-5, 6-0           | Tableau |
| 20 | 23/04/2007 | Grand Prix Budapest                          | Tier III  | 175 000 $   | Terre (ext.)    | Ágnes Szávay Vladimíra Uhlířová         | Martina Müller Gabriela Navrátilová     | 7-5, 6-2           | Tableau |
| 21 | 30/04/2007 | Estoril Open Estoril                         | Tier IV   | 145 000 $   | Terre (ext.)    | Andreea Ehritt-Vanc Anastasia Rodionova | Lourdes Domínguez Arantxa Parra         | 6-3, 6-2           | Tableau |
| 22 | 30/04/2007 | J&S Cup Varsovie                             | Tier II   | 600 000 $   | Terre (ext.)    | Vera Dushevina Tatiana Perebiynis       | Elena Likhovtseva Elena Vesnina         | 7-5, 3-6, [10-2]   | Tableau |
| 23 | 07/05/2007 | ECM Open Prague                              | Tier IV   | 145 000 $   | Terre (ext.)    | Petra Cetkovská Andrea Hlaváčková       | Ji Chunmei Sun Shengnan                 | 7-67, 6-2          | Tableau |
| 24 | 07/05/2007 | Qatar Telecom German Open Berlin             | Tier I    | 1 340 000 $ | Terre (ext.)    | Lisa Raymond Samantha Stosur            | Tathiana Garbin Roberta Vinci           | 6-3, 6-4           | Tableau |
| 25 | 14/05/2007 | GP Princesse Lalla Meryem Fès                | Tier IV   | 145 000 $   | Terre (ext.)    | Vania King Sania Mirza                  | Andreea Ehritt-Vanc Anastasia Rodionova | 6-1, 6-2           | Tableau |
| 26 | 14/05/2007 | Internazionali d'Italia Rome                 | Tier I    | 1 340 000 $ | Terre (ext.)    | Nathalie Dechy Mara Santangelo          | Tathiana Garbin Roberta Vinci           | 6-4, 6-1           | Tableau |
| 27 | 21/05/2007 | Internationaux de Strasbourg Strasbourg      | Tier III  | 175 000 $   | Terre (ext.)    | Yan Zi Zheng Jie                        | Alicia Molik Sun Tiantian               | 6-3, 6-4           | Tableau |
| 28 | 21/05/2007 | Istanbul Cup Istanbul                        | Tier III  | 200 000 $   | Terre (ext.)    | Agnieszka Radwańska Urszula Radwańska   | Chan Yung-Jan Sania Mirza               | 6-1, 6-3           | Tableau |
| 29 | 28/05/2007 | Roland-Garros Paris                          | G. Chelem | 8 978 567 $ | Terre (ext.)    | Alicia Molik Mara Santangelo            | Katarina Srebotnik Ai Sugiyama          | 7-65, 6-4          | Tableau |
| 30 | 11/06/2007 | Barcelona KIA Barcelone                      | Tier IV   | 145 000 $   | Terre (ext.)    | Nuria Llagostera Arantxa Parra          | Lourdes Domínguez Flavia Pennetta       | 7-63, 2-6, [12-10] | Tableau |
| 31 | 11/06/2007 | DFS Classic Birmingham                       | Tier III  | 200 000 $   | Gazon (ext.)    | Chan Yung-Jan Chuang Chia-Jung          | Sun Tiantian Meilen Tu                  | 7-63, 6-3          | Tableau |
| 32 | 18/06/2007 | Ordina Open Bois-le-Duc                      | Tier III  | 175 000 $   | Gazon (ext.)    | Chan Yung-Jan Chuang Chia-Jung          | Anabel Medina Virginia Ruano            | 7-5, 6-2           | Tableau |
| 33 | 18/06/2007 | Hastings Direct Championships Eastbourne     | Tier II   | 600 000 $   | Gazon (ext.)    | Lisa Raymond Samantha Stosur            | Květa Peschke Rennae Stubbs             | 6-75, 6-4, 6-3     | Tableau |
| 34 | 25/06/2007 | The Championships Wimbledon                  | G. Chelem | 9 221 372 $ | Gazon (ext.)    | Cara Black Liezel Huber                 | Katarina Srebotnik Ai Sugiyama          | 3-6, 6-3, 6-2      | Tableau |
| 35 | 16/07/2007 | Internazionali Femminili Palerme             | Tier IV   | 145 000 $   | Terre (ext.)    | Mariya Koryttseva Darya Kustova         | Alice Canepa Karin Knapp                | 6-4, 6-1           | Tableau |
| 36 | 16/07/2007 | Western & Southern Open Cincinnati           | Tier III  | 175 000 $   | Dur (ext.)      | Bethanie Mattek Sania Mirza             | Alina Jidkova Tatiana Poutchek          | 7-64, 7-5          | Tableau |
| 37 | 23/07/2007 | Gastein Ladies Bad Gastein                   | Tier III  | 175 000 $   | Terre (ext.)    | Lucie Hradecká Renata Voráčová          | Ágnes Szávay Vladimíra Uhlířová         | 6-3, 7-5           | Tableau |
| 38 | 23/07/2007 | Bank of the West Classic Stanford            | Tier II   | 600 000 $   | Dur (ext.)      | Sania Mirza Shahar Peer                 | Victoria Azarenka Anna Chakvetadze      | 6-4, 7-65          | Tableau |
| 39 | 30/07/2007 | Nordea Nordic Light Open Stockholm           | Tier IV   | 145 000 $   | Dur (ext.)      | Anabel Medina Virginia Ruano            | Chan Chin-Wei Tetiana Luzhanska         | 6-1, 5-7, [10-6]   | Tableau |
| 40 | 30/07/2007 | Acura Classic San Diego                      | Tier I    | 1 340 000 $ | Dur (ext.)      | Cara Black Liezel Huber                 | Victoria Azarenka Anna Chakvetadze      | 7-5, 6-4           | Tableau |
| 41 | 06/08/2007 | East West Bank Classic Herbalife Los Angeles | Tier II   | 600 000 $   | Dur (ext.)      | Květa Peschke Rennae Stubbs             | Alicia Molik Mara Santangelo            | 6-0, 6-1           | Tableau |
| 42 | 13/08/2007 | Coupe Rogers American Express Toronto        | Tier I    | 1 340 000 $ | Dur (ext.)      | Katarina Srebotnik Ai Sugiyama          | Cara Black Liezel Huber                 | 6-4, 2-6, [10-5]   | Tableau |
| 43 | 20/08/2007 | Pilot Pen Tennis by Schick New Haven         | Tier II   | 600 000 $   | Dur (ext.)      | Sania Mirza Mara Santangelo             | Cara Black Liezel Huber                 | 6-1, 6-2           | Tableau |
| 44 | 27/08/2007 | US Open Flushing Meadows                     | G. Chelem | 9 098 000 $ | Dur (ext.)      | Nathalie Dechy Dinara Safina            | Chan Yung-Jan Chuang Chia-Jung          | 6-4, 6-2           | Tableau |
| 45 | 10/09/2007 | C. Bank Tennis Classic Bali                  | Tier III  | 225 000 $   | Dur (ext.)      | Ji Chunmei Sun Shengnan                 | Jill Craybas Natalie Grandin            | 6-3, 6-2           | Tableau |
| 46 | 17/09/2007 | Banka Koper Slovenia Open Portorož           | Tier IV   | 145 000 $   | Dur (ext.)      | Lucie Hradecká Renata Voráčová          | Andreja Klepač Elena Likhovtseva        | 5-7, 6-4, [10-7]   | Tableau |
| 47 | 17/09/2007 | Sunfeast Open Calcutta                       | Tier III  | 175 000 $   | Dur (int.)      | Vania King Alla Kudryavtseva            | Alberta Brianti Mariya Koryttseva       | 6-1, 6-4           | Tableau |
| 48 | 17/09/2007 | China Open Pékin                             | Tier II   | 600 000 $   | Dur (ext.)      | Chuang Chia-Jung Hsieh Su-Wei           | Han Xinyun Xu Yifan                     | 7-63, 6-3          | Tableau |
| 49 | 24/09/2007 | Hansol Korea Tennis Championships Séoul      | Tier IV   | 145 000 $   | Dur (ext.)      | Chuang Chia-Jung Hsieh Su-Wei           | Eléni Daniilídou Jasmin Wöhr            | 6-2, 6-2           | Tableau |
| 50 | 24/09/2007 | International Women’s Open Guangzhou         | Tier III  | 175 000 $   | Dur (ext.)      | Peng Shuai Yan Zi                       | Vania King Sun Tiantian                 | 6-3, 6-4           | Tableau |
| 51 | 24/09/2007 | FORTIS Championships Luxembourg              | Tier II   | 600 000 $   | Dur (int.)      | Iveta Benešová Janette Husárová         | Victoria Azarenka Shahar Peer           | 6-4, 6-2           | Tableau |
| 52 | 01/10/2007 | Tashkent Open Tachkent                       | Tier IV   | 145 000 $   | Dur (ext.)      | E. Dzehalevich Anastasiya Yakimova      | Tatiana Poutchek Anastasia Rodionova    | 2-6, 6-4, [10-7]   | Tableau |
| 53 | 01/10/2007 | AIG Japan Open Tennis Championships Tokyo    | Tier III  | 175 000 $   | Dur (ext.)      | Sun Tiantian Yan Zi                     | Chuang Chia-Jung Vania King             | 1-6, 6-2, [10-6]   | Tableau |
| 54 | 01/10/2007 | Porsche Tennis Grand Prix Stuttgart          | Tier II   | 650 000 $   | Dur (int.)      | Květa Peschke Rennae Stubbs             | Chan Yung-Jan Dinara Safina             | 6-75, 7-64, [10-2] | Tableau |
| 55 | 08/10/2007 | PTT Open Bangkok                             | Tier III  | 200 000 $   | Dur (ext.)      | Sun Tiantian Yan Zi                     | Ayumi Morita Junri Namigata             | Forfait            | Tableau |
| 56 | 08/10/2007 | Kremlin Cup Moscou                           | Tier I    | 1 340 000 $ | Moquette (int.) | Cara Black Liezel Huber                 | Victoria Azarenka Tatiana Poutchek      | 4-6, 6-1, [10-7]   | Tableau |
| 57 | 15/10/2007 | Zürich Open Zurich                           | Tier I    | 1 340 000 $ | Dur (int.)      | Květa Peschke Rennae Stubbs             | Lisa Raymond Francesca Schiavone        | 7-5, 7-61          | Tableau |
| 58 | 22/10/2007 | Generali Ladies Linz                         | Tier II   | 600 000 $   | Dur (int.)      | Cara Black Liezel Huber                 | Katarina Srebotnik Ai Sugiyama          | 6-2, 3-6, [10-8]   | Tableau |
| 59 | 29/10/2007 | Challenge Bell Québec                        | Tier III  | 175 000 $   | Moquette (int.) | Christina Fusano Raquel Kops-Jones      | Stéphanie Dubois Renata Voráčová        | 6-2, 7-66          | Tableau |
| 60 | 05/11/2007 | Sony Ericsson Championships Madrid           | Masters   | 3 000 000 $ | Dur (int.)      | Cara Black Liezel Huber                 | Katarina Srebotnik Ai Sugiyama          | 5-7, 6-3, [10-8]   | Tableau |

### Double mixte
| No | Date       | Nom et lieu du tournoi       | Catégorie | Dotation    | Surface      | Vainqueures                     | Finalistes                        | Score         |         |
| -- | ---------- | ---------------------------- | --------- | ----------- | ------------ | ------------------------------- | --------------------------------- | ------------- | ------- |
| 1  | 30/12/2006 | Hyundai Hopman Cup XIX Perth | ITF       | 1 000 000 $ | Dur (int.)   | Nadia Petrova Dmitri Toursounov | Anabel Medina Tommy Robredo       | 2 matchs à 0  | Tableau |
| 2  | 15/01/2007 | Australian Open Melbourne    | G. Chelem | 6 737 973 $ | Dur (ext.)   | Elena Likhovtseva Daniel Nestor | Victoria Azarenka Max Mirnyi      | 6-4, 6-4      | Tableau |
| 3  | 28/05/2007 | Roland-Garros Paris          | G. Chelem | 8 978 567 $ | Terre (ext.) | Nathalie Dechy Andy Ram         | Katarina Srebotnik Nenad Zimonjić | 7-5, 6-3      | Tableau |
| 4  | 25/06/2007 | The Championships Wimbledon  | G. Chelem | 9 221 372 $ | Gazon (ext.) | Jelena Janković Jamie Murray    | Alicia Molik Jonas Björkman       | 6-4, 3-6, 6-1 | Tableau |
| 5  | 27/08/2007 | US Open Flushing Meadows     | G. Chelem | 9 098 000 $ | Dur (ext.)   | Victoria Azarenka Max Mirnyi    | Meghann Shaughnessy Leander Paes  | 6-4, 7-66     | Tableau |

## Classements de fin de saison
| Rang | Joueuse             |
| ---- | ------------------- |
| 1    | Justine Henin       |
| 2    | Svetlana Kuznetsova |
| 3    | Jelena Janković     |
| 4    | Ana Ivanović        |
| 5    | Maria Sharapova     |
| 6    | Anna Chakvetadze    |
| 7    | Serena Williams     |
| 8    | Venus Williams      |
| 9    | Daniela Hantuchová  |
| 10   | Marion Bartoli      |
| 11   | Elena Dementieva    |
| 12   | Nicole Vaidišová    |
| 13   | Tatiana Golovin     |
| 14   | Nadia Petrova       |
| 15   | Dinara Safina       |
| 16   | Patty Schnyder      |
| 17   | Shahar Peer         |
| 18   | Amélie Mauresmo     |
| 19   | Sybille Bammer      |
| 20   | Ágnes Szávay        |

| Rang | Joueuse             |
| ---- | ------------------- |
| 1    | Cara Black          |
| 1    | Liezel Huber        |
| 3    | Lisa Raymond        |
| 4    | Katarina Srebotnik  |
| 5    | Samantha Stosur     |
| 6    | Ai Sugiyama         |
| 7    | Chuang Chia-Jung    |
| 8    | Chan Yung-Jan       |
| 9    | Mara Santangelo     |
| 10   | Rennae Stubbs       |
| 11   | Květa Peschke       |
| 12   | Alicia Molik        |
| 13   | Nathalie Dechy      |
| 14   | Dinara Safina       |
| 15   | Yan Zi              |
| 16   | Sun Tiantian        |
| 17   | Meghann Shaughnessy |
| 18   | Sania Mirza         |
| 19   | Vladimíra Uhlířová  |
| 20   | Peng Shuai          |

| Rang | Paire                  |
| ---- | ---------------------- |
| 1    | Cara Black             |
| 1    | Liezel Huber           |
| 2    | Lisa Raymond           |
| 2    | Samantha Stosur        |
| 3    | Chuang Chia-Jung       |
| 3    | Chan Yung-Jan          |
| 4    | Ai Sugiyama            |
| 4    | Katarina Srebotnik     |
| 5    | Květa Peschke          |
| 5    | Rennae Stubbs          |
| 6    | Alicia Molik           |
| 6    | Mara Santangelo        |
| 7    | Yan Zi                 |
| 7    | Zheng Jie              |
| 8    | Vladimíra Uhlířová     |
| 8    | Ágnes Szávay           |
| 9    | Anabel Medina          |
| 9    | Virginia Ruano Pascual |
| 10   | Nathalie Dechy         |
| 10   | Dinara Safina          |

## Fed Cup
| Date     | Lieu                    | Surf.      | Vainqueur                                                        | Finaliste                                                         | Score |         |
| 15/09/07 | Moscou, Olympic Stadium | Dur (int.) | Svetlana Kuznetsova Anna Chakvetadze Nadia Petrova Elena Vesnina | Francesca Schiavone Mara Santangelo Roberta Vinci Flavia Pennetta | 4-0   | Tableau |